# Подригун, Александр Владимирович
Александр Владимирович Подригун (23 января 1972, с. Залужье, Белогорский район, Хмельницкая область — 23 февраля 2014, Киев, похоронен в с. Залужье) — участник Евромайдана. Один из Небесной сотни. Герой Украины (2014, посмертно).

## На Майдане
Принимал участие в Евромайдане. 21 февраля 2014 года был жестоко избит, вследствие чего получил тяжелые телесные повреждения. Был найден на улице Лесной в Киеве с разбитой головой; госпитализирован в одну из киевских больниц, где и скончался 23 февраля 2014 года. Похоронен в родном селе Залужье.

## Памяти

### Награды
- Звание Герой Украины с вручением ордена «Золотая Звезда» (21 ноября 2014, посмертно) — за гражданское мужество, патриотизм, героическое отстаивание конституционных принципов демократии, прав и свобод человека, самоотверженное служение Украинскому народу, обнаруженные во время Революции достоинства[1]
- Медаль «За жертвенность и любовь к Украине» (УПЦ КП, июнь 2015) (посмертно)[2]